# Connais-toi

Connais-toi est une pièce de théâtre, drame en trois actes de Paul Hervieu, représentée pour la première fois à la Comédie-Française le 29 mars 1909.

## Résumé
- Acte I : Clarisse est la jeune épouse du vieux général de Sibéran. Elle repousse les avances du lieutenant Pavail, l'ordonnance du général. Anna, une parente, trompe son mari. Clarisse la condamne et le général congédie Pavail, soupçonné de complicité dans l'affaire.
- Acte II : Pavail rend visite à Clarisse, lui annonce qu'il est innocent, mais avoue qu'il l'aime. Clarisse, lasse des manières brutales de son mari, est troublée. Elle approuve la décision de Anna de s'éloigner. Le général apprend alors que le vrai coupable est son propre fils, Jean.
- Acte III : Pavail, que le général a repris auprès de lui, obtient de Clarisse l'aveu de son amour pour lui. Ils s'embrassent au moment où le général entre dans la pièce. Il menace de tuer Pavail, puis pardonne. Clarisse accepte de rester auprès de lui. Pavail s'éloigne. Anna et son mari reprennent également la vie commune.

## Distribution
| Acteurs et actrices ayant créé les rôles |                   |
| Personnage                               | Acteur ou actrice |
| Général de Sibéran                       | Charles Le Bargy  |
| Doncières                                | Raphaël Duflos    |
| Jean de Sibéran                          | Émile Dehelly     |
| Pavail                                   | Georges Grand     |
| Un valet de pied                         | Paul Décard       |
| Clarisse                                 | Julia Bartet      |
| Anna Doncières                           | Marie Leconte     |